# Субботкин, Евгений Михайлович
Евге́ний Миха́йлович Суббо́ткин (1840 — 1913) — русский государственный деятель, многолетний седлецкий губернатор, сенатор.

## Биография
Происходил из старинного дворянского рода Псковской губернии. Его предок служил рейтаром у царей Петра и Иоанна, был награждён землей в Псковской губернии, под Опочкой.
Окончил Полоцкий кадетский корпус, был выпущен офицером в 5-ю артиллерийскую бригаду. В 1863 году окончил Михайловскую артиллерийскую академию. В следующем году перешел на гражданскую службу.
Чины: статский советник (не позднее 1880), действительный статский советник (не позднее 1882), тайный советник (1893), действительный тайный советник (1912).
Служил комиссаром по крестьянским делам в Царстве Польском до 1879 года, когда был назначен непременным членом Калишского губернского присутствия по крестьянским делам. Будучи комиссаром по крестьянским делам, способствовал развитию сети народных школ в крае, обеспечил права польских крестьянских вдов на владение земельным участком скончавшегося мужа.
Занимал посты келецкого вице-губернатора (1880—1884), сувалкского (1884—1885) и седлецкого (1885—1904) губернатора. За почти двадцатилетнее правление много сделал для Седлецкой губернии: в ней были устроены образцовые шоссейные дороги, деревянные мосты заменены каменными, появились новые школы и больницы, образцовые приюты для престарелых и церкви, тюрьмы и казарменные постройки. Когда Евгений Михайлович покидал губернию, её благодарное общество, как русское, так польское и еврейское, устроило ему и его семье теплые проводы со многими подношениями.
1 января 1904 года был назначен сенатором, присутствующим в департаменте герольдии. Впоследствии присутствовал во 2-м департаменте, где принимал деятельное участие в вопросах устройства сельского населения империи.
Скончался 21 апреля 1913 года. Похоронен на Новодевичьем кладбище Санкт-Петербурга.

## Награды
- Орден Святого Станислава 3-й ст.;
- Орден Святой Анны 3-й ст.;
- Орден Святого Станислава 2-й ст. с императорскими коронами;
- Орден Святой Анны 2-й ст.;
- Орден Святого Владимира 4-й ст.;
- Орден Святого Владимира 3-й ст.;
- Орден Святого Станислава 1-й ст.;
- Орден Святой Анны 1-й ст.;
- Орден Святого Владимира 2-й ст.;
- Орден Белого Орла;
- Орден Святого Александра Невского.

- бронзовая медаль «За усмирение польского мятежа 1863—64 годов»;
- Высочайшее благоволение (1886);
- Высочайшая благодарность за образцовый порядок во время пребывания императора в губернии (1898).